# پیوند بازگشتی
پیوند بازگشتی
وقتی الکترون‌ها از اربیتال اتمی یک اتم به اربیتال ضد پیوندی π* اتم دیگر یا یک لیگند می‌رود پیوند بازگشتی تشکیل شده است. این نوع پیوند، به خصوص در شیمی آلی-فلزی و فلزات سری dجدول تناوبی رایج است.
آیوپاک تعریف زیر را برای پیوند بازگشتی پیشنهاد داده است:
"شرح اتصال بین اربیتال π(پای) لیگندهای کانجوگیت با فلزات واسطه که شامل اشتراک الکترون‌های اربیتال πپر یا الکترون منفرد دو لیگند با اربیتال خالی فلز (پیوند دهنده-گیرنده) همراه است با انتشار الکترون از اربیتال dفلز به اربیتال ضد پیوندی π*."
الکترون‌هایی که از اربیتال dفلز به به اربیتال مولکولی ضد پیوندی π* لیگند می‌روند موجب کاهش درجهٔ پیوند می‌شوند.